# 塔尼翁
塔尼翁（法語：Tagnon，法語發音：[taɲɔ̃]）是法国阿登省的一个市镇，属于勒泰勒区。

## 地理
塔尼翁（49°26'23"N, 4°17'25"E）面积23.97 平方千米，位于法国大東部大區阿登省，该省份为法国北部内陆省份，西接埃纳省，南至马恩省，东临默兹省，北与比利时接壤。
与塔尼翁接壤的市镇（或旧市镇、城区）包括：阿西罗芒斯、阿旺松、贝尔尼库尔、勒图尔讷河畔勒沙特莱、讷夫利兹、佩尔特、索莱勒泰勒。

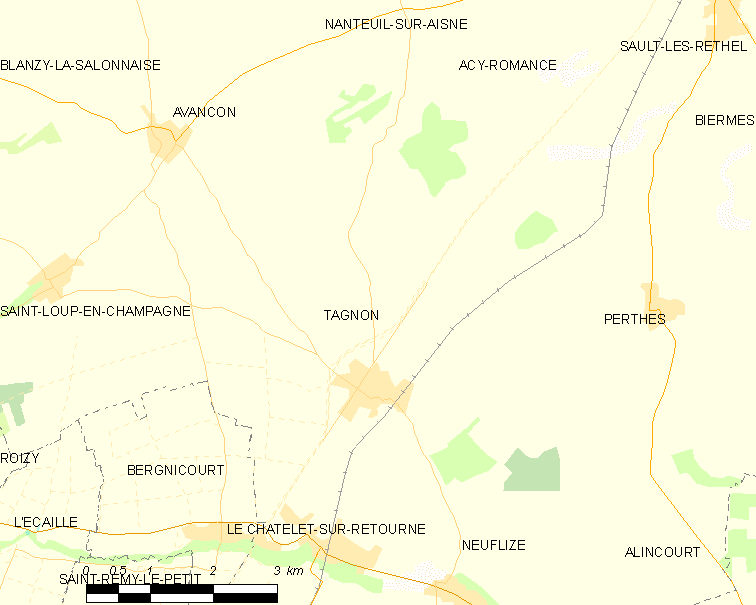
塔尼翁的OSM定位图

塔尼翁的时区为UTC+01:00、UTC+02:00（夏令时）。

## 行政
塔尼翁的邮政编码为08300，INSEE市镇编码为08435。

## 政治
塔尼翁所属的省级选区为波尔西安堡县。

## 人口

1962-2008年间塔尼翁人口变化图示

塔尼翁于2022年1月1日时的人口数量为892人。